# Somplar
Somplar ist ein Ortsteil der Gemeinde Allendorf (Eder) im nordhessischen Landkreis Waldeck-Frankenberg.

## Geographie
Somplar liegt im Südwestteil des Landkreises Waldeck-Frankenberg direkt an der Grenze zum nordwestlich gelegenen Nordrhein-Westfalen, die hier entlang der das Dorf tangierenden Nuhne verläuft. Es befindet sich am Südrand der Medebacher Bucht unterhalb der Westflanke des Hombergs (490,2 m ü. NN).
Nachbarorte von Somplar sind Hallenberg im Nordwesten, Braunshausen im Nordosten, Rengershausen im Ostnordosten und Bromskirchen im Westen.

## Geschichte
Die erste urkundliche Erwähnung erfolgte 1353. Das Dokument ist ein Kaufvertrag zwischen Ernst von Wangershausen und einem Richter aus Hallenberg über einen Teil von Somplar, niedergeschrieben am 18. August 1353. 1537 kam es zu einer Grenzeinigung des Erzbischofs von Köln mit dem Landgrafen von Hessen. Somplar ging dem Herzogtum Westfalen endgültig verloren und kam an die Landgrafschaft Hessen-Darmstadt. 1835 wurde die Ruhrstraße von Frankenberg nach Somplar gebaut, 1879 der Gesangverein und 1884 die Freiwillige Feuerwehr gegründet. 1950 erfolgte der Bau der Dorfkirche, der aufgrund der Nachwirkungen des Zweiten Weltkrieges erst 1952 fertiggestellt werden konnte.
Die Gemeinde Somplar wurde am 1. Februar 1971 im Zuge der Gebietsreform in Hessen auf freiwilliger Basis in die Gemeinde Bromskirchen eingemeindet. Für den Ortsteil Somplar wurde ein Ortsbezirk mit Ortsbeirat und Ortsvorsteher nach der Hessischen Gemeindeordnung eingerichtet.
Durch die Kreisgebietsreform in Hessen wurden mit Wirkung vom 1. Januar 1974 die Landkreise Waldeck und Frankenberg zum Landkreis Waldeck-Frankenberg zusammengeschlossen.
2003 wurde der Heimatverein gegründet.
Zum 1. Januar 2023 wurde Somplar im Zuge der Eingemeindung von Bromskirchen ein Ortsteil von Allendorf (Eder).

### Bevölkerung

#### Einwohnerentwicklung
Quelle: Historisches Ortslexikon
| • 1577: | 22 Hausgesesse   |
| • 1747: | 40 Haushaltungen |

| Somplar: Einwohnerzahlen von 1834 bis 2015 | Somplar: Einwohnerzahlen von 1834 bis 2015 | Somplar: Einwohnerzahlen von 1834 bis 2015 | Somplar: Einwohnerzahlen von 1834 bis 2015 | Somplar: Einwohnerzahlen von 1834 bis 2015 |
| --- | ------------------------------------------ | ------------------------------------------ | ------------------------------------------ | ------------------------------------------ |
| Jahr |                                            |                                            |                                            | Einwohner                                  |
| 1834 | 1834                                       |                                            | 349                                        | 349                                        |
| 1840 | 1840                                       |                                            | 378                                        | 378                                        |
| 1846 | 1846                                       |                                            | 367                                        | 367                                        |
| 1852 | 1852                                       |                                            | 376                                        | 376                                        |
| 1858 | 1858                                       |                                            | 352                                        | 352                                        |
| 1864 | 1864                                       |                                            | 315                                        | 315                                        |
| 1871 | 1871                                       |                                            | 295                                        | 295                                        |
| 1875 | 1875                                       |                                            | 285                                        | 285                                        |
| 1885 | 1885                                       |                                            | 293                                        | 293                                        |
| 1895 | 1895                                       |                                            | 279                                        | 279                                        |
| 1905 | 1905                                       |                                            | 260                                        | 260                                        |
| 1910 | 1910                                       |                                            | 252                                        | 252                                        |
| 1925 | 1925                                       |                                            | 262                                        | 262                                        |
| 1939 | 1939                                       |                                            | 296                                        | 296                                        |
| 1946 | 1946                                       |                                            | 418                                        | 418                                        |
| 1950 | 1950                                       |                                            | 371                                        | 371                                        |
| 1956 | 1956                                       |                                            | 328                                        | 328                                        |
| 1961 | 1961                                       |                                            | 325                                        | 325                                        |
| 1967 | 1967                                       |                                            | 357                                        | 357                                        |
| 1980 | 1980                                       |                                            | ?                                          | ?                                          |
| 1990 | 1990                                       |                                            | ?                                          | ?                                          |
| 2000 | 2000                                       |                                            | ?                                          | ?                                          |
| 2007 | 2007                                       |                                            | 467                                        | 467                                        |
| 2011 | 2011                                       |                                            | 372                                        | 372                                        |
| 2015 | 2015                                       |                                            | 376                                        | 376                                        |
| Datenquelle: Historisches Gemeindeverzeichnis für Hessen: Die Bevölkerung der Gemeinden 1834 bis 1967. Wiesbaden: Hessisches Statistisches Landesamt, 1968. Weitere Quellen: ; nach 1970: Gemeinde Bromskirchen:; Zensus 2011 |                                            |                                            |                                            |                                            |

#### Religionszugehörigkeit
Quelle: Historisches Ortslexikon
| • 1885: | 286 evangelische (= 97,61 %), 7 katholische (= 2,39 %) Einwohner  |
| • 1961: | 308 evangelische (= 94,77 %), 17 katholische (= 5,23 %) Einwohner |